# Championnat de France de rugby à XV 2011-2012
Navigation
Top 14 2010-2011 Top 14 2012-2013
Le Championnat de France de rugby à XV 2011-2012 ou Top 14 2011-2012 oppose pour la saison 2011-2012 les quatorze meilleures équipes françaises de rugby à XV. Le championnat débute le 26 août 2011 pour s'achever par une finale disputée le 9 juin 2012 au Stade de France.
Le championnat se déroule en deux temps : une première phase dite régulière en match aller-retour où toutes les équipes se rencontrent deux fois et une phase finale à élimination directe. Les six premières équipes du classement à l'issue de la phase régulière sont qualifiées pour les playoffs. Les deux premières équipes du classement sont directement qualifiées pour les demi-finales alors que les équipes classées de la troisième à la sixième place s'affrontent en barrage pour l'attribution des deux places restantes dans le dernier carré.
Le Lyon OU fait son grand retour dans le championnat de France de rugby à XV qu'il a quitté en 1994. C'est donc la première fois qu'il participe au championnat depuis que le rugby à XV est passé professionnel. La ville de Bordeaux revient également dans le championnat, huit ans après la descente du CA Bordeaux Bègles qui a fusionné en 2006 avec le Stade bordelais pour devenir l'Union Bordeaux Bègles.
Le Stade toulousain remporte son 19e titre de champion de France en dominant le RC Toulon en finale sur le score de 18 à 12. Aucun essai n'est marqué au cours du match qui se résume à un duel de buteurs : six pénalités réussies par Luke McAlister contre quatre pour Jonny Wilkinson. Les clubs du CA Brive et du Lyon OU sont relégués en Pro D2.

## Liste des équipes en compétition
Le Lyon OU (champion) et l'Union Bordeaux Bègles (vainqueur des barrages d'accession) sont promus dans le Top 14 à l'issue de la saison de Pro D2 2010-2011. Ils remplacent le Stade rochelais et le Bourgoin-Jallieu relégués sportivement à l'issue du Top 14 2010-2011. La compétition oppose pour la saison 2011-2012 les quatorze meilleures équipes françaises de rugby à XV :
| \| SU Agen Aviron bayonnais Biarritz olympique Lyon OU CA Brive Castres · olympique ASM Clermont Auvergne Montpellier HR Stade français Paris USA Perpignan Racing Métro 92 RC Toulon Stade · toulousain Union Bordeaux · Bègles \| Localisation des clubs engagés en championnat. |
| SU Agen Aviron bayonnais Biarritz olympique Lyon OU CA Brive Castres · olympique ASM Clermont Auvergne Montpellier HR Stade français Paris USA Perpignan Racing Métro 92 RC Toulon Stade · toulousain Union Bordeaux · Bègles                                                      |

| Club                  | Budget 2011-12 en millions d'euros | Classement en 2010-11 | Entraîneur(s)                                                                                                 | Stade                                | Capacité     |
| --------------------- | ---------------------------------- | --------------------- | --- | ------------------------------------ | ------------ |
| SU Agen               | 11,9                               | 10                    | Christophe Deylaud Christian Lanta                                                                            | Stade Armandie                       | 14 000       |
| Aviron bayonnais      | 17,2                               | 7                     | Christian Gajan Thomas Lièvremont puis Jean-Pierre Élissalde Didier Faugeron puis Didier Faugeron Denis Avril | Stade Jean-Dauger                    | 16 934       |
| Biarritz olympique    | 16,6                               | 5                     | Patrice Lagisquet Laurent Rodriguez Serge Milhas John Isaac                                                   | Parc des sports d'Aguiléra           | 15 000       |
| Bordeaux Bègles       | 8,7                                | 5 (Pro D2)            | Marc Delpoux Laurent Armand Vincent Etcheto                                                                   | Stade André-Moga Stade Chaban-Delmas | 9 600 34 694 |
| CA Brive              | 13,65                              | 12                    | Ugo Mola Didier Casadeï                                                                                       | Stade Amédée-Domenech                | 15 000       |
| Castres olympique     | 15,1                               | 3                     | Laurent Labit Laurent Travers                                                                                 | Stade Pierre-Antoine                 | 11 500       |
| ASM Clermont Auvergne | 24                                 | 4                     | Vern Cotter Franck Azéma                                                                                      | Stade Marcel-Michelin                | 18 030       |
| Lyon OU               | 14,5                               | 1 (Pro D2)            | Raphaël Saint-André Matthieu Lazerges puis Xavier Sadourny                                                    | Stade Vuillermet Matmut Stadium      | 4 822 8 000  |
| Montpellier HR        | 17                                 | 6                     | Fabien Galthié Éric Béchu Didier Bès                                                                          | Stade Yves-du-Manoir                 | 14 700       |
| Stade français Paris  | 21,3                               | 11                    | Michael Cheika Chris Whitaker Christophe Laussucq Mario Ledesma                                               | Stade Charléty                       | 20 000       |
| USA Perpignan         | 17,5                               | 9                     | Jacques Delmas (jusqu'au 21/11/2011) Bernard Goutta Christophe Manas                                          | Stade Aimé-Giral                     | 14 593       |
| Racing Métro 92       | 22,4                               | 2                     | Pierre Berbizier Simon Mannix puis Gonzalo Quesada                                                            | Stade Yves-du-Manoir                 | 14 000       |
| RC Toulon             | 23                                 | 8                     | Philippe Saint-André puis Bernard Laporte Pierre Mignoni Olivier Azam                                         | Stade Mayol                          | 15 000       |
| Stade toulousain      | 32                                 | 1 (Champion)          | Guy Novès Yannick Bru Jean-Baptiste Élissalde                                                                 | Stade Ernest-Wallon                  | 19 500       |

## Résumé des résultats

### Classement de la phase régulière
| Rang | Club                      | J  | V  | N | D  | Em | Ee | Bo | Bd | Pm  | Pe  | Diff | Pts |
| ---- | ------------------------- | -- | -- | - | -- | -- | -- | -- | -- | --- | --- | ---- | --- |
| 1    | Stade toulousain (T)      | 26 | 19 | 1 | 6  | 56 | 24 | 6  | 3  | 629 | 448 | +181 | 87  |
| 2    | ASM Clermont              | 26 | 19 | 2 | 5  | 53 | 28 | 5  | 2  | 644 | 364 | +280 | 87  |
| 3    | RC Toulon                 | 26 | 14 | 5 | 7  | 44 | 22 | 5  | 2  | 581 | 393 | +188 | 73  |
| 4    | Castres olympique         | 26 | 14 | 4 | 8  | 38 | 46 | 3  | 2  | 585 | 522 | +63  | 69  |
| 5    | Montpellier HR            | 26 | 14 | 1 | 11 | 53 | 36 | 4  | 5  | 601 | 505 | +96  | 67  |
| 6    | Racing Métro 92           | 26 | 13 | 1 | 12 | 47 | 37 | 4  | 6  | 569 | 538 | +31  | 64  |
| 7    | Stade français Paris      | 26 | 11 | 2 | 13 | 50 | 53 | 6  | 4  | 568 | 588 | -20  | 58  |
| 8    | Union Bordeaux Bègles (P) | 26 | 12 | 0 | 14 | 42 | 52 | 2  | 3  | 493 | 619 | -126 | 53  |
| 9    | Biarritz olympique        | 26 | 10 | 2 | 14 | 26 | 48 | 1  | 7  | 424 | 518 | -94  | 52  |
| 10   | SU Agen                   | 26 | 12 | 1 | 13 | 30 | 51 | 1  | 1  | 479 | 573 | -94  | 52  |
| 11   | USA Perpignan             | 26 | 9  | 2 | 15 | 38 | 43 | 2  | 7  | 515 | 578 | -63  | 49  |
| 12   | Aviron bayonnais          | 26 | 9  | 3 | 14 | 27 | 44 | 1  | 5  | 479 | 619 | -140 | 48  |
| 13   | CA Brive                  | 26 | 7  | 1 | 18 | 27 | 29 | 2  | 10 | 408 | 488 | -80  | 42  |
| 14   | Lyon OU (P)               | 26 | 5  | 3 | 18 | 28 | 46 | 0  | 5  | 369 | 591 | -222 | 31  |

|  | Qualifiés pour les demi-finales et la coupe d'Europe 2012-2013 (no 1, no 2).                            |
|  | Qualifiés pour les barrages et la coupe d'Europe 2012-2013 (no 3, no 4, no 5, no 6).                    |
|  | Qualifié pour la coupe d'Europe 2012-2013 (no 9) car Biarritz remporte le Challenge européen 2011-2012. |
|  | Relégués en Pro D2 pour la saison 2012-2013 (no 13 et no 14).                                           |

Attribution des points : victoire sur tapis vert : 5, victoire : 4, match nul : 2, défaite : 0, forfait : -2 ; plus les bonus (offensif : 3 essais de plus que l'adversaire ; défensif : défaite par 7 points d'écart ou moins).
Règles de classement : 1. points terrain (bonus compris) ; 2. points terrain obtenus dans les matchs entre équipes concernées ; 3. différence de points dans les matchs entre équipes concernées ; 4. différence entre essais marqués et concédés dans les matchs entre équipes concernées ; 5. différence de points ; 6. différence entre essais marqués et concédés ; 7. nombre de points marqués ; 8. nombre d'essais marqués ; 9. nombre de forfaits n'ayant pas entraîné de forfait général ; 10. place la saison précédente ; 11. nombre de personnes suspendues après un match de championnat.

### Phase finale

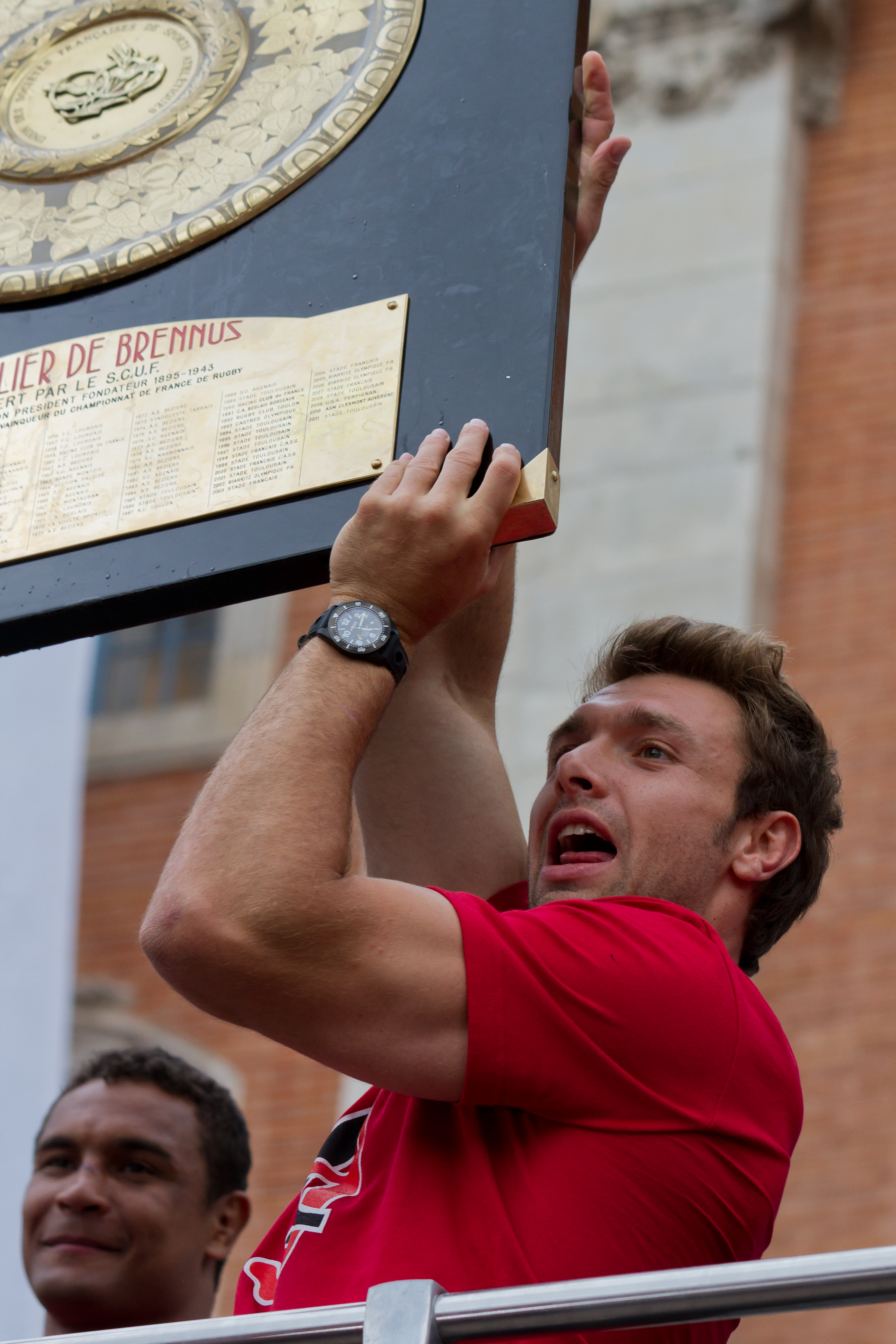
Vincent Clerc brandit le bouclier de Brennus, trophée du championnat de France de rugby en 2012

Les deux premiers de la phase régulière sont directement qualifiés pour les demi-finales. En matchs de barrage pour attribuer les deux autres places, le troisième reçoit le sixième et le quatrième reçoit le cinquième. Les vainqueurs affrontent respectivement le deuxième et le premier.
|  | Barrages                                     | Barrages                                     |                                  |                                  | Demi-finales                     | Demi-finales                     |  |  | Finale                                      | Finale                                      |
|  | Barrages                                     | Barrages                                     |                                  |                                  | Demi-finales                     | Demi-finales                     |  |  | Finale                                      | Finale                                      |
|  |                                              |                                              |                                  |                                  |                                  |                                  |  |  |                                             |                                             |
|  | 25 mai 2012 au Stade Ernest-Wallon, Toulouse | 25 mai 2012 au Stade Ernest-Wallon, Toulouse |                                  |                                  | 2 juin 2012 au Stadium, Toulouse | 2 juin 2012 au Stadium, Toulouse |  |  | 9 juin 2012 au Stade de France, Saint-Denis | 9 juin 2012 au Stade de France, Saint-Denis |
|  | 25 mai 2012 au Stade Ernest-Wallon, Toulouse | 25 mai 2012 au Stade Ernest-Wallon, Toulouse |                                  |                                  | 2 juin 2012 au Stadium, Toulouse | 2 juin 2012 au Stadium, Toulouse |  |  | 9 juin 2012 au Stade de France, Saint-Denis | 9 juin 2012 au Stade de France, Saint-Denis |
|  | 25 mai 2012 au Stade Ernest-Wallon, Toulouse | 25 mai 2012 au Stade Ernest-Wallon, Toulouse | [1] Stade toulousain             | 24                               |                                  |                                  |  |  | 9 juin 2012 au Stade de France, Saint-Denis | 9 juin 2012 au Stade de France, Saint-Denis |
|  | [4] Castres olympique                        | 31                                           | [1] Stade toulousain             | 24                               |                                  |                                  |  |  | 9 juin 2012 au Stade de France, Saint-Denis | 9 juin 2012 au Stade de France, Saint-Denis |
|  | [4] Castres olympique                        | 31                                           | [4] Castres olympique            | 15                               |                                  |                                  |  |  | 9 juin 2012 au Stade de France, Saint-Denis | 9 juin 2012 au Stade de France, Saint-Denis |
|  | [5] Montpellier HR                           | 15                                           | [4] Castres olympique            | 15                               |                                  |                                  |  |  | 9 juin 2012 au Stade de France, Saint-Denis | 9 juin 2012 au Stade de France, Saint-Denis |
|  | [5] Montpellier HR                           | 15                                           | 3 juin 2012 au Stadium, Toulouse | 3 juin 2012 au Stadium, Toulouse | [1] Stade toulousain             | 18                               |  |  |                                             |                                             |
|  | 26 mai 2012 au Stade Mayol, Toulon           |                                              | 3 juin 2012 au Stadium, Toulouse | 3 juin 2012 au Stadium, Toulouse | [1] Stade toulousain             | 18                               |  |  |                                             |                                             |
|  |                                              | [3] RC Toulon                                | 3 juin 2012 au Stadium, Toulouse | 3 juin 2012 au Stadium, Toulouse | 12                               |                                  |  |  |                                             |                                             |
|  | [3] RC Toulon                                | [3] RC Toulon                                | 3 juin 2012 au Stadium, Toulouse | 3 juin 2012 au Stadium, Toulouse | 12                               | 17                               |  |  |                                             |                                             |
|  | [3] RC Toulon                                | [3] RC Toulon                                | 15                               |                                  |                                  | 17                               |  |  |                                             |                                             |
|  | [6] Racing Métro 92                          | [3] RC Toulon                                | 15                               | 13                               |                                  |                                  |  |  |                                             |                                             |
|  | [6] Racing Métro 92                          | [2] ASM Clermont Auvergne                    | 12                               | 13                               |                                  |                                  |  |  |                                             |                                             |
|  |                                              | [2] ASM Clermont Auvergne                    | 12                               |                                  |                                  |                                  |  |  |                                             |                                             |

## Faits notables de la saison

### 1rejournée

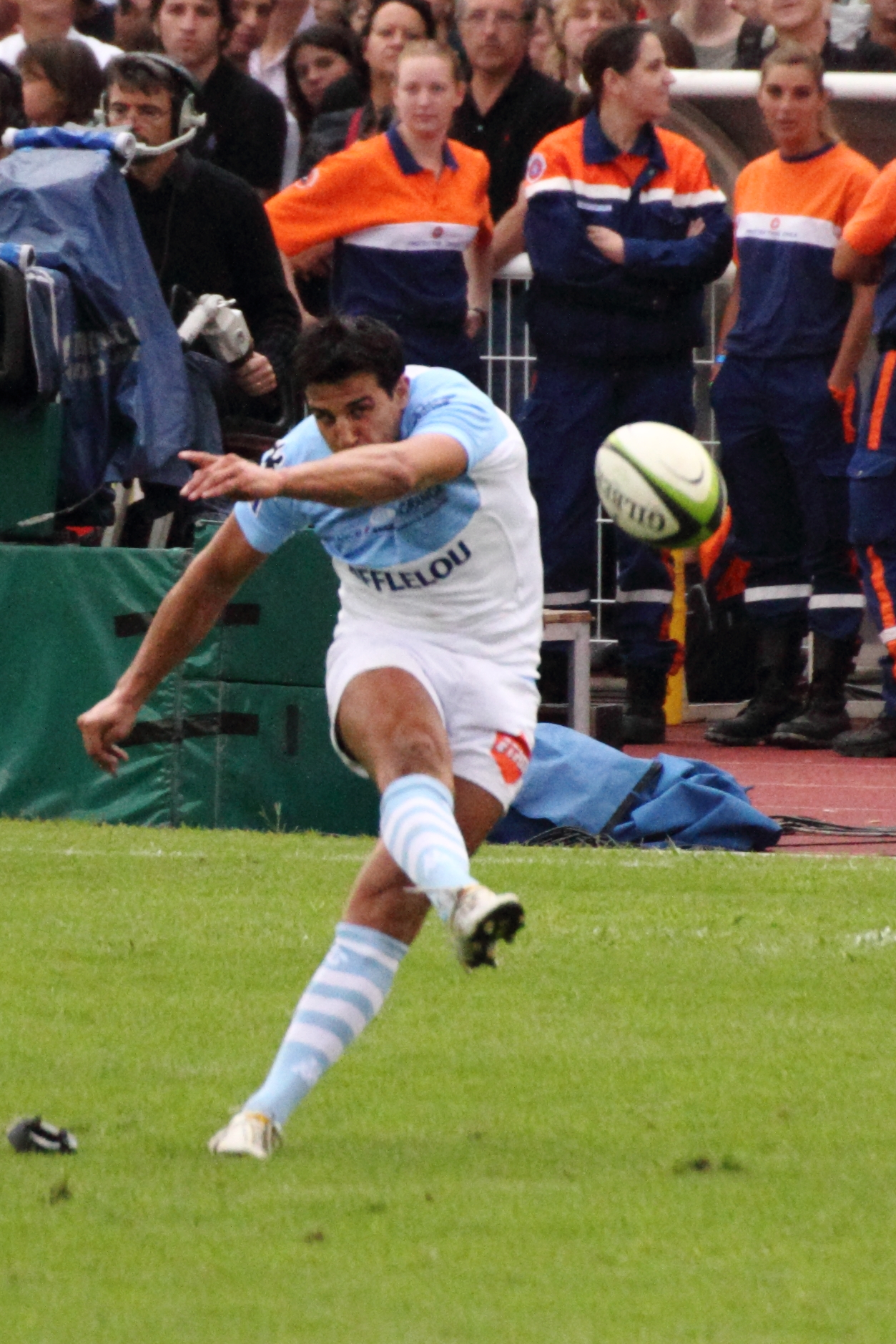
Benjamin Boyet et l'Aviron bayonnais font chuter le champion en titre dès la première journée.

L'Aviron bayonnais s'impose face au champion en titre, le Stade toulousain, à domicile lors du match d'ouverture de la nouvelle saison de championnat. Autre résultat marquant, la victoire d'Agen sur les terres du CA Brive.

### 2ejournée
Clermont remporte la victoire à Toulon grâce à une équipe composée de nombreux joueurs de l'équipe espoir (0-17). Brive gagne à Montpellier (12-28). Sans ses mondialistes, les Montpelliérains n'ont toujours aucun point. Dans le même temps, le SU Agen décroche le nul chez un Biarritz olympique qui réalise un début de saison compliqué (9-9). Le Castres olympique remporte le match qui l'oppose à l'actuel leader qu'est le Stade français avec le bonus offensif (35-10). Bordeaux surprend Bayonne au stade Chaban-Delmas (18-6). Le Racing Métro 92 bat nettement Perpignan à Colombes (47-23) et prend la tête du classement. Enfin, pour son premier match à domicile, le Lyon OU perd à Gerland face au champion toulousain (9-19).

### 3ejournée

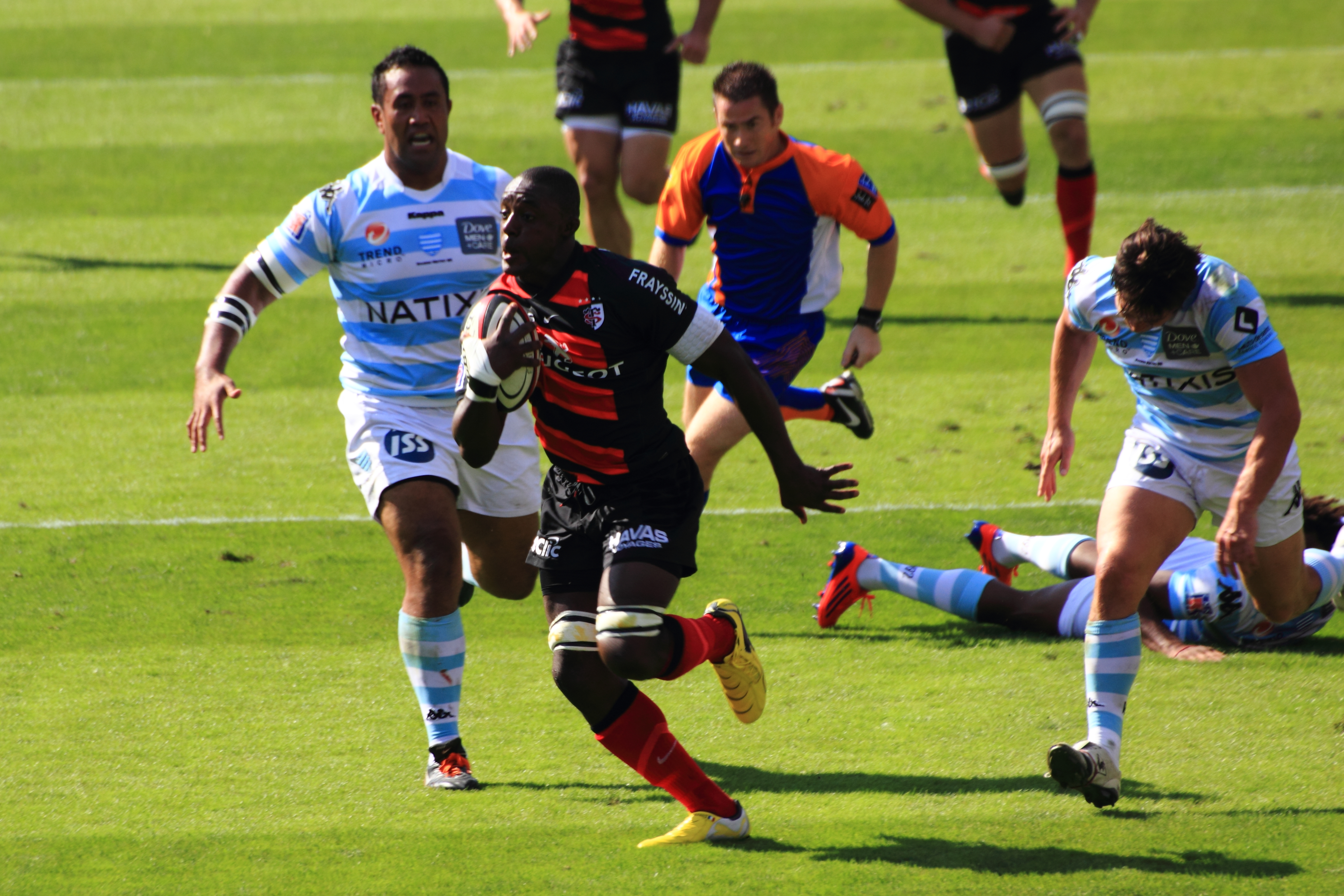
Yannick Nyanga montre la voie au Stade toulousain contre le Racing Métro 92.

Le Stade toulousain et le Racing Métro 92 livrent un match à rebondissements qui se solde par une victoire pour les locaux toulousains (41-36). À la suite de cette défaite, Clermont devient leader grâce à sa victoire bonifiée contre Bordeaux Bègles (34-6). Deux matchs se soldent par des matchs nuls, l'Aviron bayonnais contre Toulon (12-12), et Montpellier, qui reste avant-dernier, chez le Stade français (19-19). Castres va s'imposer du côté de Biarritz (18-23), qui reste juste au-dessus de la zone rouge. Agen, qui bat le LOU à Armandie (24-18), reste invaincu et conserve sa place sur le podium. Perpignan se rattrape de la défaite à Colombes en battant le CA Brive (12-9).

### 4ejournée
Victoire du promu Lyonnais en terre briviste (15-12). Clermont continue son très bon début de saison en allant s'imposer au Racing (24-11).

### 5ejournée
Le promu Bordelais va s'imposer à son tour chez le vice-champion montpellierain. Perpignan laisse Biarritz en bas de tableau en allant les battre au Parc des sports d'Aguiléra.

### 6ejournée
Toulouse interrompt la série de 5 victoires consécutives de Clermont et s'empare de la tête du championnat (22-9). Biarritz s'octroie sa première victoire à Bordeaux (11-13) tandis que le SU Agen s'impose en terre catalane face à l'USA Perpignan (12-19).

### 7ejournée
Cette journée marquée par le retour de nombreux mondialistes voit Castres s'emparer de la tête du Top 14 grâce à sa victoire sur le champion toulousain (24-3). Brive empoche son premier bonus offensif face à Biarritz (32-7).

### 8ejournée

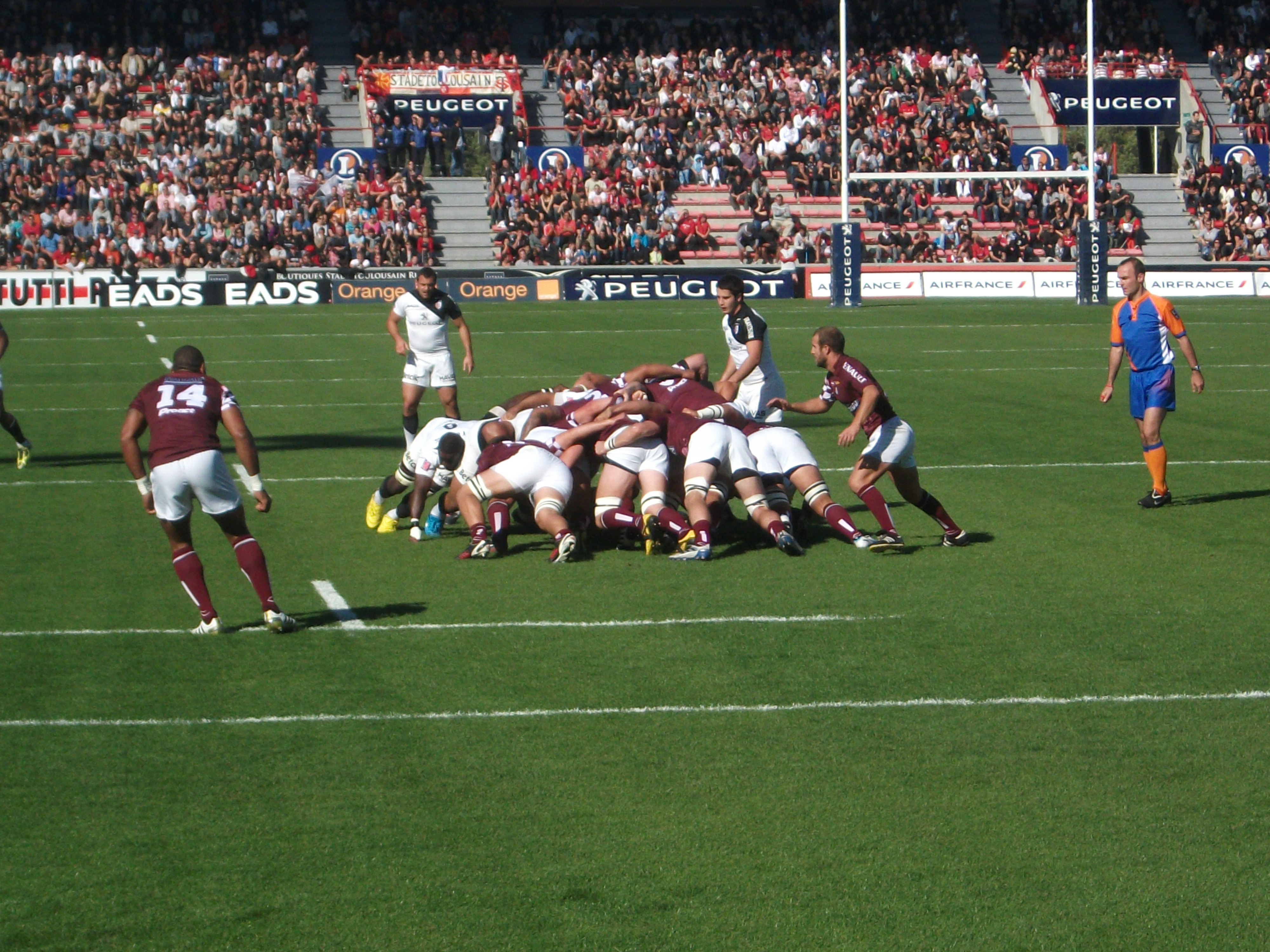
Les joueurs du Stade toulousain et de Bordeaux Bègles au stade Ernest-Wallon de Toulouse lors de la 8e journée.

Clermont va battre Perpignan au Stade Aimé-Giral en marquant 5 essais (3-39). C'est la plus large défaite de l'histoire de Perpignan à domicile. Clermont repasse en tête du Top 14, grâce à la différence de points, devant Castres qui s'impose à Montpellier pour sa 7e victoire consécutive (16-21). Le Racing Métro 92 enchaîne une troisième défaite consécutive, cette fois à domicile face à Toulon (9-16).

### 9ejournée
Cette journée est marquée par le report du match entre les promus en raison d'un épidémie d'oreillon dans l'effectif lyonnais. Dans les autres matchs, le Racing Métro vient mettre un terme à la série de victoires castraises sur les terres tarnaises tandis que le Stade toulousain s'impose dans le choc des Stades face au Stade français. Toulon, Clermont et Agen s'imposent à domicile respectivement face à Brive, Biarritz et Montpellier.

### 10ejournée

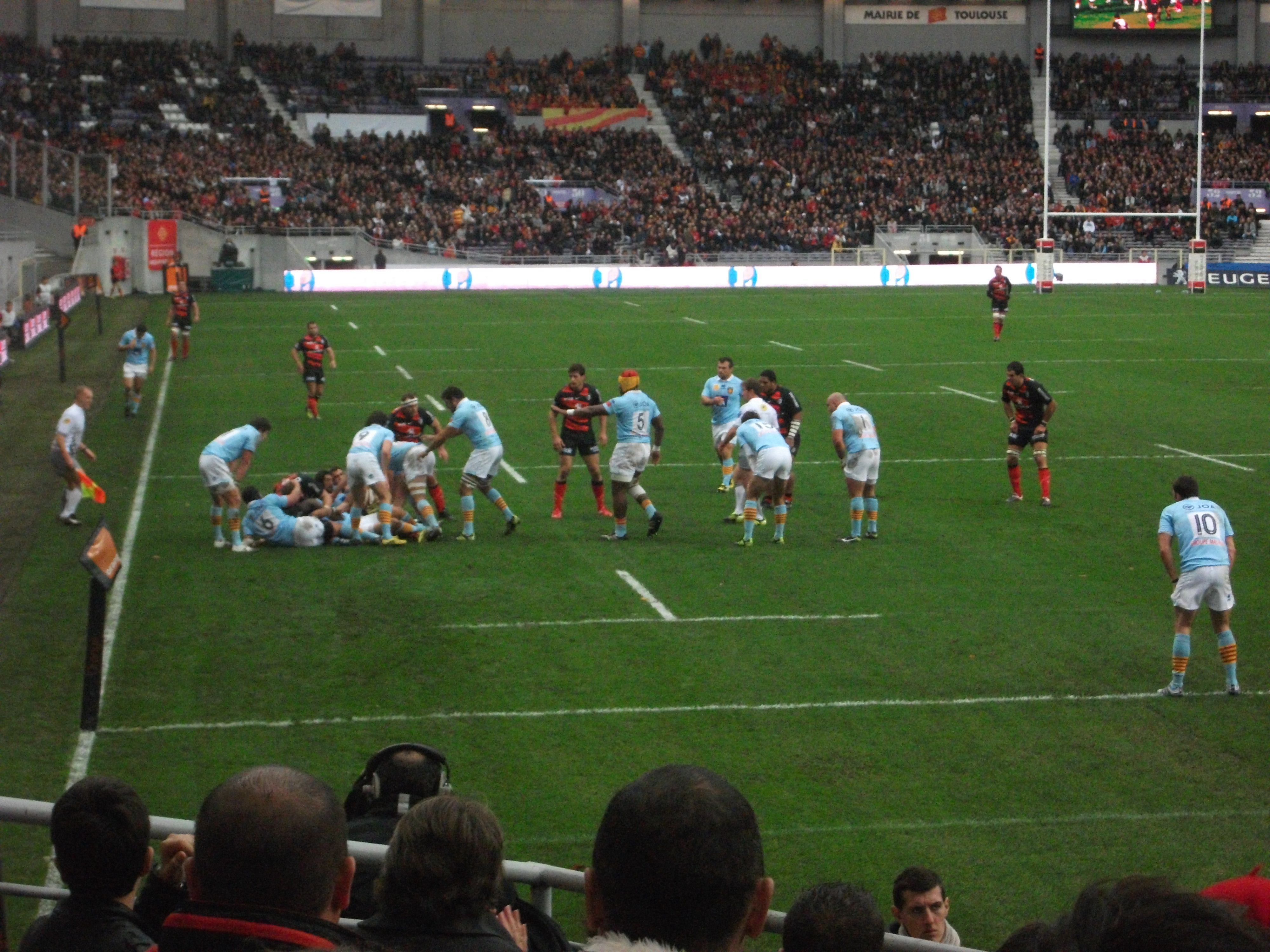
Stadium de Toulouse lors de la 10e journée

Seulement quatre matchs se jouent aux dates prévues initialement. L’épidémie de parotidite qui sévit du côté de Lyon entraîne le report du derby basque entre Biarritz et Bayonne prévu samedi 5 novembre tout comme l'affiche entre Lyon et Montpellier. La LNR suit les conseils d’une commission médicale d’expertise. Le match entre RC Toulon et le SU Agen, comptant pour la 10e journée prévu le samedi à 14 h 15 est reporté en raison de l'impraticabilité du stade Mayol résultant des fortes pluies des jours précédents. Dans les autres matchs, le Racing Métro 92 obtient sa deuxième victoire à l'extérieur d'affilée à Brive, tandis que le Stade toulousain, l'Union Bordeaux Bègles et le Stade français s'imposent à domicile respectivement face à l'USA Perpignan, le Castres olympique et l'ASM Clermont. Lors des dates de report, le Biarritz olympique remporte le derby Basque face à l'Aviron bayonnais à la dernière seconde sur le score de 21 à 19. Le Montpellier HR s'impose 30 à 10 à l'extérieur sur le terrain du Lyon OU et le RC Toulon s'impose largement à domicile face au SU Agen 34 à 12.

### 11ejournée
Le Stade français s'impose au Stade Aimé-Giral face à l'USA Perpignan qui se rapproche de la zone de relégation.

### 12ejournée
Le Montpellier HR enchaîne une troisième victoire de rang en s'imposant chez le Biarritz olympique qui chute à la dernière place du classement. Lors du match entre le Stade français et le Racing Métro 92 delocalisé au Stade de France, le Stade français s'impose largement à domicile (29-3) et remporte le derby parisien.

### 13ejournée
L'ASM Clermont Auvergne s'impose d'une courte victoire (9-6) au Stade Amédée-Domenech face au CA Brive et remporte le derby du Massif Central. Le Stade toulousain s'impose en déplacement face au Montpellier HR (45-25) et termine à la première place du classement à l'issue de la phase aller du Top 14.

### 23ejournée
L'Aviron bayonnais remporte le Derby basque face au Biarritz olympique en s'imposant à domicile sur le score de 24 à 19, ce qui leur permet de croire encore au maintien vu que lors de ce même weekend le CA Brive 12e du classement subit une nouvelle défaite 40-19 sur la pelouse du Racing Métro 92.

## Résultats détaillés

### Phase régulière

#### Tableau synthétique des résultats
L'équipe qui reçoit est indiquée dans la colonne de gauche.
| Clubs              | AGE   | BAY   | BIA   | BOB   | BRI   | CAS   | CLE   | LOU   | MHR   | SFR   | PER   | RAC   | RCT   | TOU   |
| ------------------ | ----- | ----- | ----- | ----- | ----- | ----- | ----- | ----- | ----- | ----- | ----- | ----- | ----- | ----- |
| SU Agen            |       | 37-18 | 6-15  | 24-15 | 15-9  | 23-12 | 20-29 | 24-18 | 18-12 | 37-13 | 22-17 | 25-22 | 22-13 | 23-24 |
| Aviron bayonnais   | 31-10 |       | 24-19 | 20-27 | 19-12 | 16-16 | 22-22 | 15-9  | 17-26 | 26-20 | 18-16 | 27-23 | 12-12 | 18-13 |
| Biarritz olympique | 9-9   | 21-19 |       | 38-13 | 26-11 | 18-23 | 15-14 | 15-15 | 23-30 | 16-5  | 24-29 | 22-13 | 25-6  | 15-20 |
| Bordeaux Bègles    | 29-15 | 18-6  | 11-13 |       | 16-12 | 24-9  | 10-17 | 31-10 | 26-30 | 39-6  | 37-29 | 22-18 | 16-27 | 18-17 |
| CA Brive           | 19-20 | 30-10 | 32-7  | 9-23  |       | 13-15 | 6-9   | 12-15 | 9-23  | 25-9  | 17-9  | 12-18 | 14-9  | 9-9   |
| Castres olympique  | 30-11 | 31-29 | 29-23 | 44-20 | 30-24 |       | 30-19 | 6-6   | 27-19 | 35-10 | 33-6  | 19-23 | 22-22 | 24-3  |
| ASM Clermont       | 29-13 | 19-13 | 41-0  | 34-6  | 57-14 | 33-16 |       | 22-13 | 22-9  | 25-9  | 29-23 | 31-13 | 25-19 | 35-5  |
| Lyon OU            | 19-11 | 19-20 | 17-34 | 24-13 | 9-22  | 16-18 | 6-6   |       | 10-30 | 18-6  | 19-12 | 22-33 | 5-29  | 9-19  |
| Montpellier HR     | 44-18 | 37-26 | 21-16 | 16-20 | 12-28 | 16-21 | 29-23 | 43-12 |       | 38-6  | 22-11 | 29-14 | 19-6  | 25-45 |
| Stade français     | 53-27 | 33-18 | 23-10 | 41-20 | 28-17 | 38-21 | 37-16 | 40-19 | 19-19 |       | 35-31 | 29-3  | 19-19 | 18-22 |
| USA Perpignan      | 12-19 | 47-9  | 25-6  | 38-13 | 12-9  | 25-6  | 3-39  | 34-22 | 19-12 | 16-35 |       | 14-14 | 22-22 | 25-10 |
| Racing Métro 92    | 26-8  | 22-21 | 28-9  | 22-13 | 40-19 | 27-16 | 11-22 | 25-12 | 30-22 | 19-13 | 47-23 |       | 9-16  | 13-19 |
| RC Toulon          | 34-12 | 50-10 | 30-5  | 44-7  | 18-3  | 25-25 | 0-17  | 20-15 | 19-6  | 34-8  | 38-0  | 32-20 |       | 25-22 |
| Stade toulousain   | 21-10 | 30-15 | 24-0  | 56-6  | 30-21 | 34-27 | 22-9  | 51-10 | 20-13 | 18-15 | 21-17 | 41-36 | 33-12 |       |

|  | Victoire à domicile |  | Match nul |  | Défaite à domicile |

#### Détail des résultats
Les points marqués par chaque équipe sont inscrits dans les colonnes centrales (3-4) alors que les essais marqués sont donnés dans les colonnes latérales (1-6). Les points de bonus sont symbolisés par une bordure bleue pour les bonus offensifs (trois essais de plus que l'adversaire), orange pour les bonus défensifs (défaite avec au plus sept points d'écart), rouge si les deux bonus sont cumulés.

#### Évolution du classement
| Club                 | 1  | 2  | 3  | 4  | 5  | 6  | 7  | 8  | 9  | 10 | 11 | 12 | 13 | 14 | 15 | 16 | 17 | 18 | 19 | 20 | 21 | 22 | 23 | 24 | 25 | 26 |
| -------------------- | -- | -- | -- | -- | -- | -- | -- | -- | -- | -- | -- | -- | -- | -- | -- | -- | -- | -- | -- | -- | -- | -- | -- | -- | -- | -- |
| SU Agen              | 7  | 3  | 3  | 8  | 7  | 8  | 8  | 5  | 5  | 6  | 6  | 5  | 7  | 5  | 7  | 8  | 6  | 8  | 7  | 8  | 8  | 8  | 8  | 8  | 11 | 10 |
| Aviron bayonnais     | 6  | 11 | 10 | 10 | 11 | 9  | 12 | 13 | 11 | 12 | 11 | 11 | 12 | 12 | 13 | 14 | 11 | 12 | 13 | 13 | 13 | 13 | 13 | 13 | 12 | 12 |
| Biarritz olympique   | 14 | 12 | 12 | 14 | 14 | 13 | 14 | 14 | 14 | 13 | 13 | 14 | 14 | 14 | 12 | 13 | 13 | 13 | 12 | 12 | 11 | 10 | 10 | 9  | 10 | 9  |
| Bordeaux Bègles      | 13 | 8  | 11 | 12 | 10 | 10 | 10 | 10 | 9  | 7  | 8  | 9  | 9  | 8  | 8  | 9  | 9  | 9  | 9  | 9  | 9  | 11 | 12 | 11 | 9  | 8  |
| CA Brive             | 8  | 5  | 8  | 9  | 9  | 11 | 9  | 6  | 8  | 10 | 10 | 10 | 11 | 11 | 11 | 10 | 10 | 10 | 10 | 10 | 10 | 9  | 11 | 12 | 13 | 13 |
| Castres olympique    | 12 | 4  | 4  | 3  | 2  | 2  | 1  | 2  | 3  | 4  | 4  | 4  | 4  | 3  | 4  | 4  | 4  | 4  | 4  | 5  | 4  | 5  | 6  | 5  | 5  | 4  |
| ASM Clermont         | 4  | 2  | 1  | 1  | 1  | 3  | 2  | 1  | 1  | 2  | 2  | 2  | 2  | 2  | 2  | 2  | 2  | 2  | 2  | 2  | 2  | 2  | 2  | 2  | 2  | 2  |
| Lyon OU              | 11 | 13 | 14 | 11 | 12 | 14 | 13 | 12 | 13 | 14 | 14 | 13 | 13 | 13 | 14 | 12 | 14 | 14 | 14 | 14 | 14 | 14 | 14 | 14 | 14 | 14 |
| Montpellier HR       | 10 | 14 | 13 | 13 | 13 | 12 | 11 | 11 | 12 | 11 | 9  | 8  | 8  | 9  | 9  | 5  | 5  | 5  | 5  | 4  | 5  | 4  | 4  | 4  | 4  | 5  |
| Stade français Paris | 1  | 7  | 7  | 5  | 8  | 7  | 7  | 9  | 10 | 8  | 7  | 6  | 5  | 6  | 5  | 6  | 7  | 6  | 8  | 7  | 6  | 7  | 7  | 7  | 7  | 7  |
| USA Perpignan        | 3  | 10 | 6  | 4  | 4  | 4  | 5  | 8  | 7  | 9  | 12 | 12 | 10 | 10 | 10 | 11 | 12 | 11 | 11 | 11 | 12 | 12 | 9  | 10 | 8  | 11 |
| Racing Métro 92      | 5  | 1  | 2  | 7  | 6  | 6  | 6  | 7  | 6  | 5  | 5  | 7  | 6  | 7  | 6  | 7  | 8  | 7  | 6  | 6  | 7  | 6  | 5  | 6  | 6  | 6  |
| RC Toulon            | 2  | 9  | 9  | 6  | 5  | 5  | 4  | 4  | 4  | 3  | 3  | 3  | 3  | 4  | 3  | 3  | 3  | 3  | 3  | 3  | 3  | 3  | 3  | 3  | 3  | 3  |
| Stade toulousain     | 9  | 6  | 5  | 2  | 3  | 1  | 3  | 3  | 2  | 1  | 1  | 1  | 1  | 1  | 1  | 1  | 1  | 1  | 1  | 1  | 1  | 1  | 1  | 1  | 1  | 1  |

### Phase finale

#### Barrages
| 25 mai 2012 21 h 00 CET | Castres olympique | 31 – 15 (19 – 8) | Montpellier HR | Stade Ernest-Wallon, Toulouse 15 203 spectateurs Arbitre : Patrick Péchambert |
| 25 mai 2012 21 h 00 CET | Essai(s) : Lacrampe (19e) Transformation(s) : Teulet (20e) Pénalité(s) : Bernard 5 (2e, 34e, 45e, 51e, 80e), Teulet 3 (15e, 39e, 73e) Carton(s) jaune(s) : Lacrampe (6e) Carton(s) rouge(s) : Tekori (64e) |                  | Essai(s) : Tulou (37e), Fakate (69e) Transformation(s) : Bustos Moyano (69e) Pénalité(s) : Bustos Moyano (24e) Carton(s) jaune(s) : De Marco (29e) | Stade Ernest-Wallon, Toulouse 15 203 spectateurs Arbitre : Patrick Péchambert |
| 25 mai 2012 21 h 00 CET | |                  | | Stade Ernest-Wallon, Toulouse 15 203 spectateurs Arbitre : Patrick Péchambert |

| 26 mai 2012 21 h 00 CET | RC Toulon                                                                         | 17 – 13 (3 – 13) | Racing Métro 92                                                                                  | Stade Mayol, Toulon 14 091 spectateurs Arbitre : Mathieu Raynal |
| 26 mai 2012 21 h 00 CET | Essai(s) : Armitage (67e) Pénalité(s) : Wilkinson (36e), Giteau 3 (60e, 63e, 80e) |                  | Essai(s) : Fall (27e) Transformation(s) : Descons (27e) Pénalité(s) : Steyn (17e), Descons (33e) | Stade Mayol, Toulon 14 091 spectateurs Arbitre : Mathieu Raynal |
| 26 mai 2012 21 h 00 CET |                                                                                   |                  |                                                                                                  | Stade Mayol, Toulon 14 091 spectateurs Arbitre : Mathieu Raynal |

#### Demi-finales
| 2 juin 2012 21 h 00 CET | Stade toulousain | 24 – 15 (15 – 12) | Castres olympique                                                             | Stadium, Toulouse 36 121 spectateurs Arbitre : Jérôme Garcès |
| 2 juin 2012 21 h 00 CET | Pénalité(s) : McAlister 6 (7e, 12e, 30e, 52e, 62e, 72e), Beauxis (40e) Drop(s) : Beauxis (21e) Carton(s) jaune(s) : Fritz (33e), Matanavou (37e) |                   | Pénalité(s) : Bernard 3 (19e, 27e, 47e), Teulet (38e) Drop(s) : Bernard (23e) | Stadium, Toulouse 36 121 spectateurs Arbitre : Jérôme Garcès |
| 2 juin 2012 21 h 00 CET | |                   |                                                                               | Stadium, Toulouse 36 121 spectateurs Arbitre : Jérôme Garcès |

| 3 juin 2012 16 h 45 CET | ASM Clermont Auvergne                     | 12 – 15 (6 – 9) | RC Toulon                                           | Stadium, Toulouse 35 608 spectateurs Arbitre : Pascal Gaüzère |
| 3 juin 2012 16 h 45 CET | Pénalité(s) : Parra 4 (8e, 30e, 62e, 73e) |                 | Pénalité(s) : Wilkinson 5 (12e, 22e, 34e, 59e, 77e) | Stadium, Toulouse 35 608 spectateurs Arbitre : Pascal Gaüzère |
| 3 juin 2012 16 h 45 CET |                                           |                 |                                                     | Stadium, Toulouse 35 608 spectateurs Arbitre : Pascal Gaüzère |

#### Finale
| 9 juin 2012 18 h 00 CET | Stade toulousain                                                                          | 18 – 12 (9 – 9) | RC Toulon                                                                                          | Stade de France, Saint-Denis 79 612 spectateurs Arbitre : Romain Poite |
| 9 juin 2012 18 h 00 CET | Pénalité(s) : McAlister 6 (4e, 22e, 36e, 43e, 65e, 69e) Carton(s) jaune(s) : Servat (52e) |                 | Pénalité(s) : Wilkinson 4 (2e, 28e, 33e, 47e) Carton(s) jaune(s) : Bruno (52e), Kubriashvili (64e) | Stade de France, Saint-Denis 79 612 spectateurs Arbitre : Romain Poite |
| 9 juin 2012 18 h 00 CET |                                                                                           |                 | | Stade de France, Saint-Denis 79 612 spectateurs Arbitre : Romain Poite |

| Stade toulousain · Titulaires · Clément Poitrenaud 15 · Vincent Clerc 14 · 62e Yann David 13 · Florian Fritz 12 · Timoci Matanavou 11 · 72e Luke McAlister 10 · 51e Jean-Marc Doussain 9 · Louis Picamoles 8 · (cap.) Thierry Dusautoir 7 · 53e 62e 69e Jean Bouilhou 6 · Patricio Albacete 5 · 77e Yoann Maestri 4 · Census Johnston 3 · 52e à 62e William Servat 2 · 77e Gurthrö Steenkamp 1 · Remplaçants · 53e 62e Christopher Tolofua 16 · 77e Daan Human 17 · 77e Grégory Lamboley 18 · 69e Yannick Nyanga 19 · 51e Luke Burgess 20 · 72e Lionel Beauxis 21 · 62e Yannick Jauzion 22 · Yohan Montès 23 · Entraîneurs · Guy Novès, Yannick Bru, Jean-Baptiste Élissalde |  | RC Toulon · Titulaires · 15 Benjamin Lapeyre · 14 Alexis Palisson · 13 Mathieu Bastareaud · 12 Matt Giteau · 11 David Smith · 10 Jonny Wilkinson · 9 Sébastien Tillous-Borde · 8 Juan Martin Fernandez-Lobbe · 7 Steffon Armitage · 6 Joe Van Niekerk (cap.) 53e 62e 69e · 5 Simon Shaw 62e · 4 Bakkies Botha · 3 Davit Kubriashvili 64e à 74e 74e · 2 Sébastien Bruno 52e à 62e 72e · 1 Eifion Lewis-Roberts 75e · Remplaçants · 16 Mickaël Ivaldi 53e 62e 72e · 17 Laurent Emmanuelli 75e · 18 Christophe Samson 62e · 19 Pierrick Gunther 69e 72e 74e · 20 Geoffroy Messina · 21 Luke Rooney · 22 Fabien Cibray · 23 Levan Chilachava 72e · Entraîneurs · Bernard Laporte, Olivier Azam, Pierre Mignoni |

## Statistiques

### Meilleurs réalisateurs
Mise à jour le 19 mai 2012

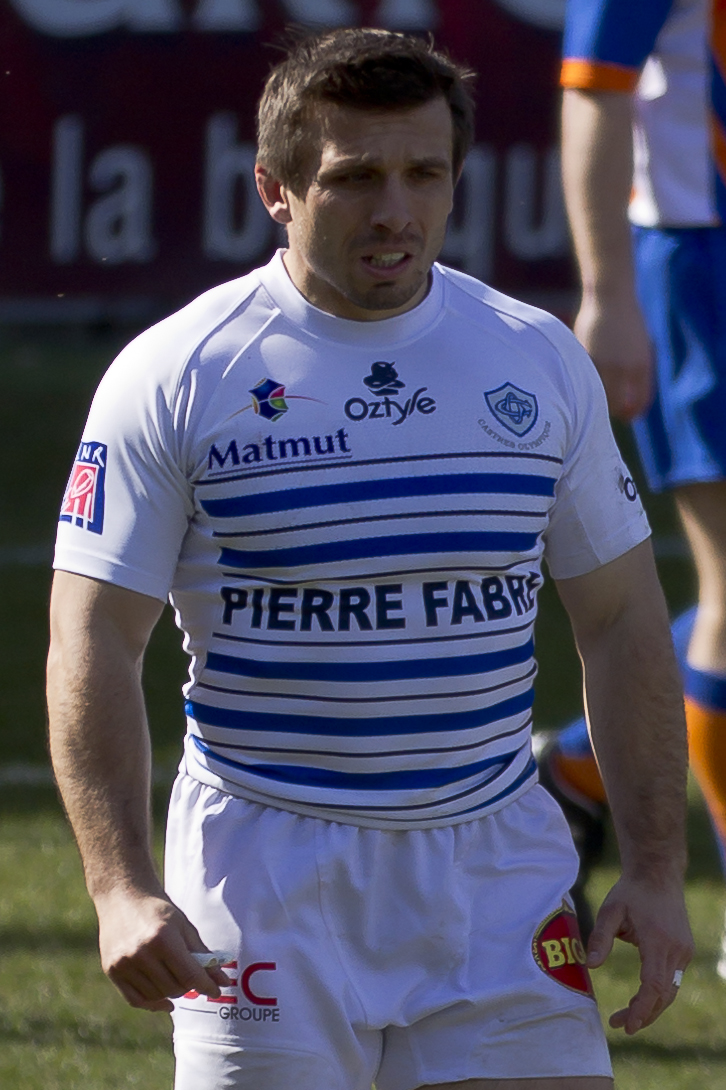
Romain Teulet (Castres olympique)
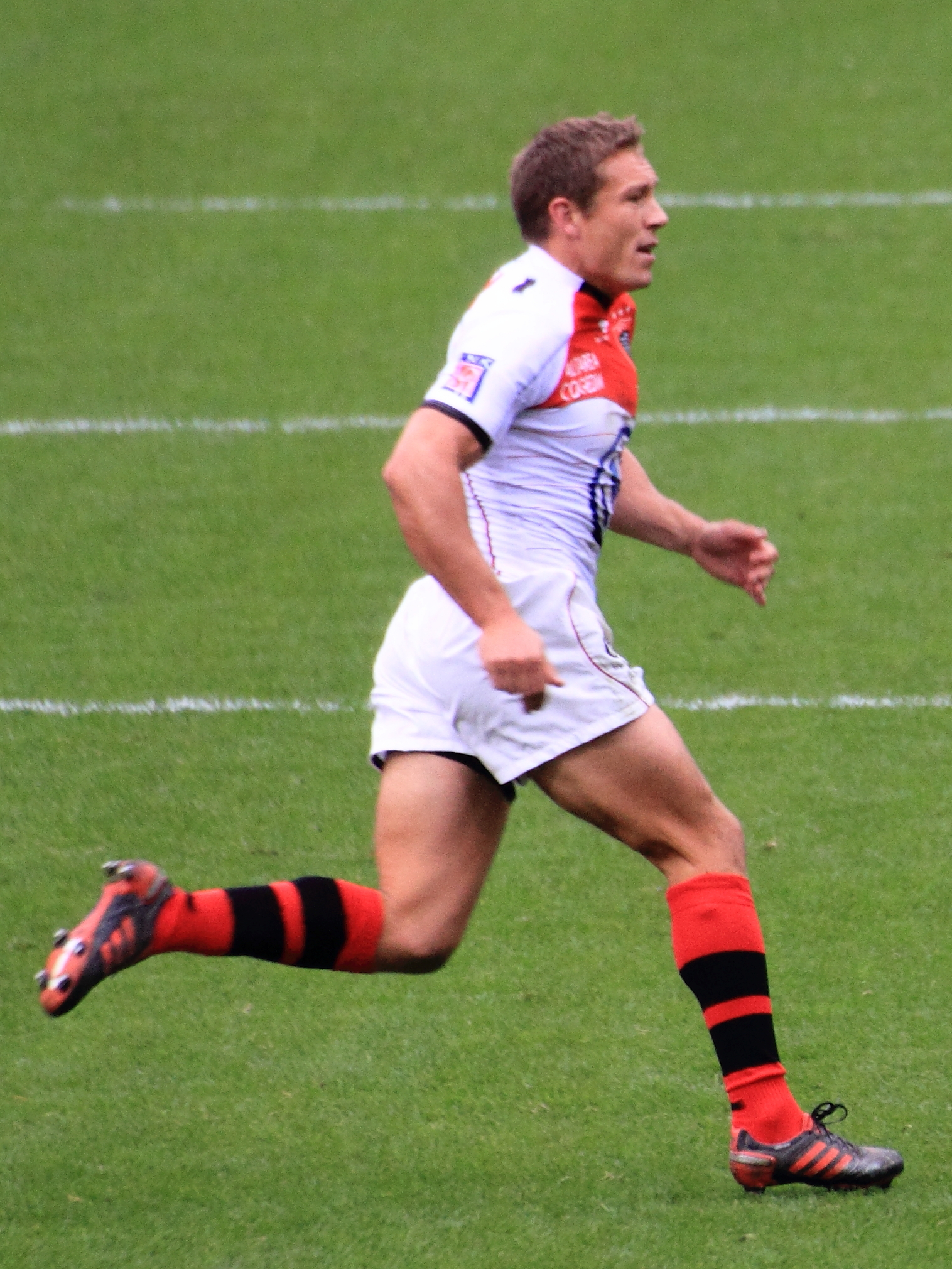
Jonny Wilkinson (RC Toulon)
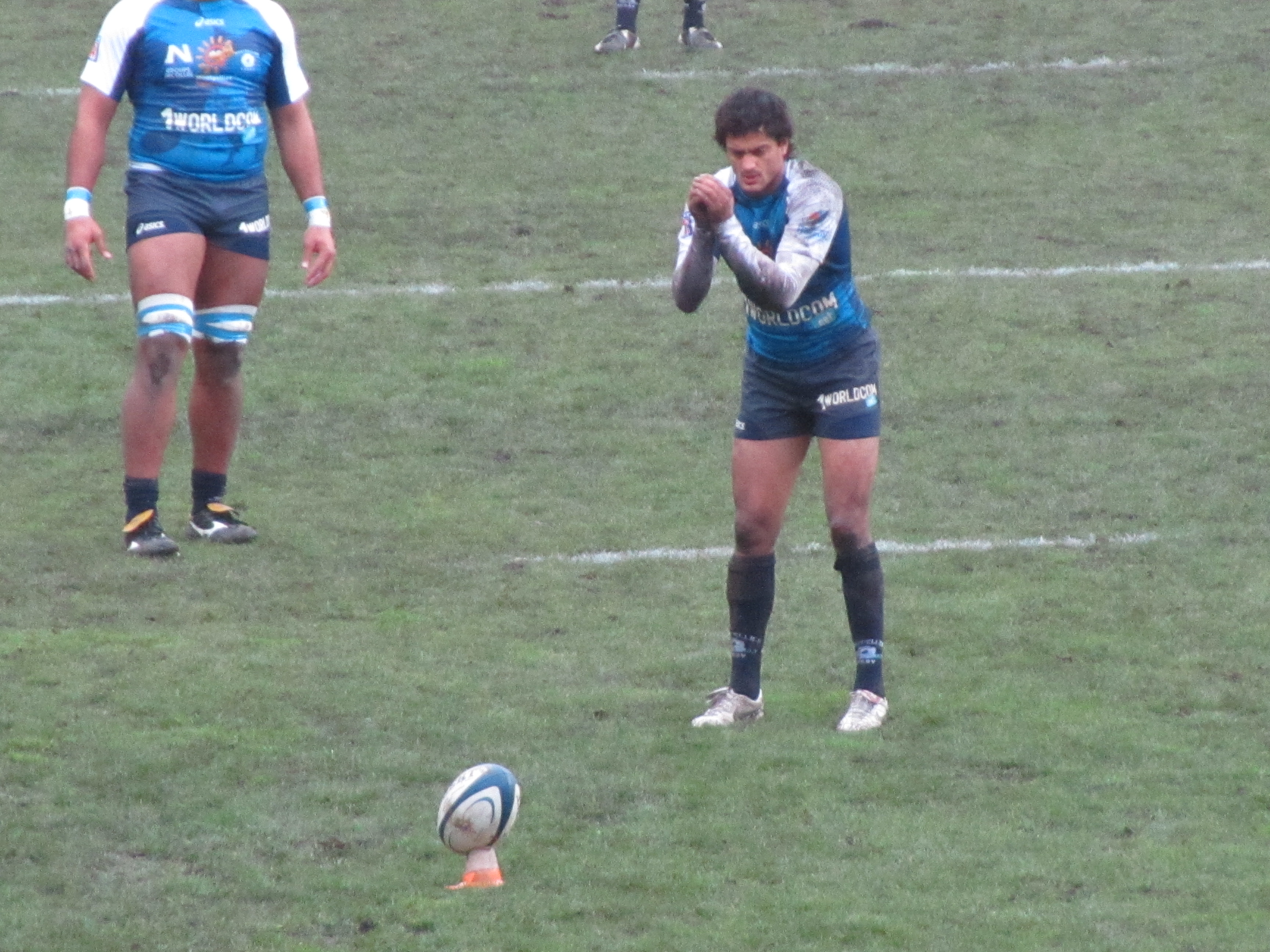
Martín Bustos Moyano (Montpellier HR)
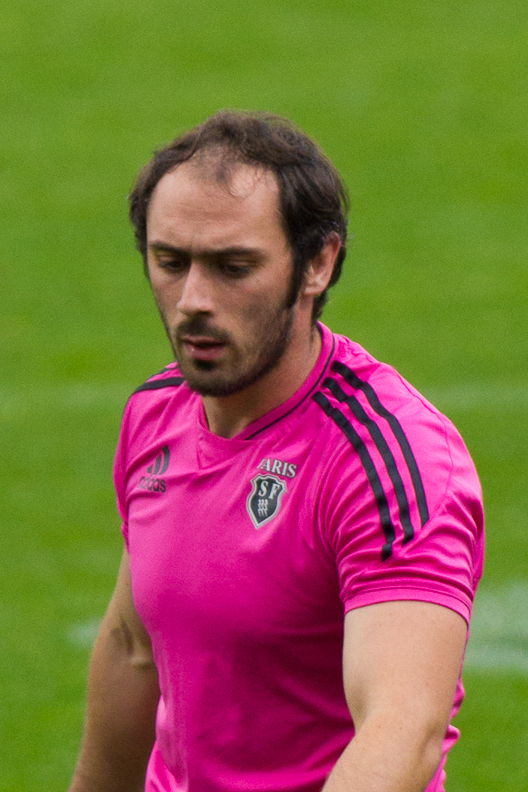
Julien Dupuy (Stade français)
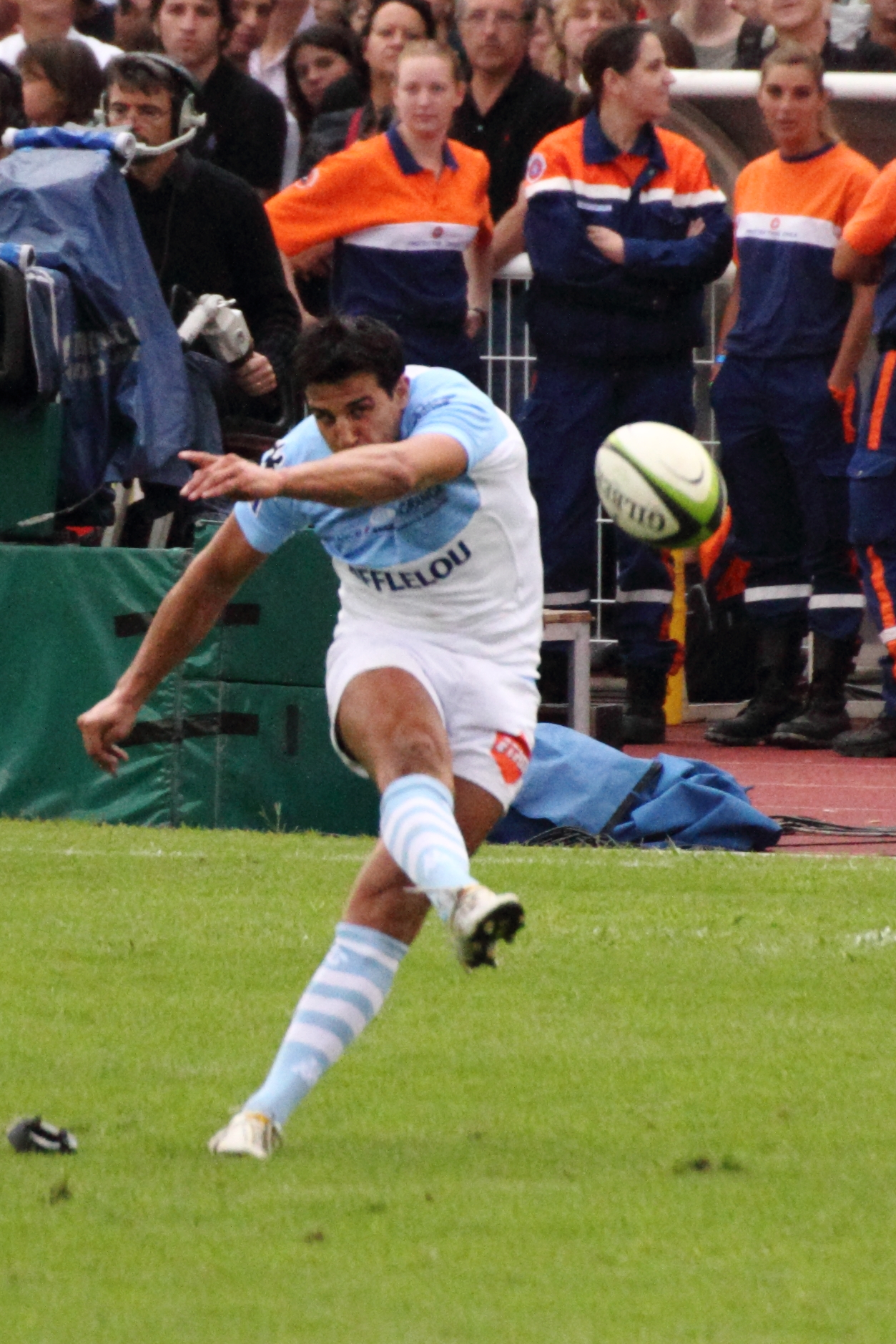
Benjamin Boyet (Aviron bayonnais)
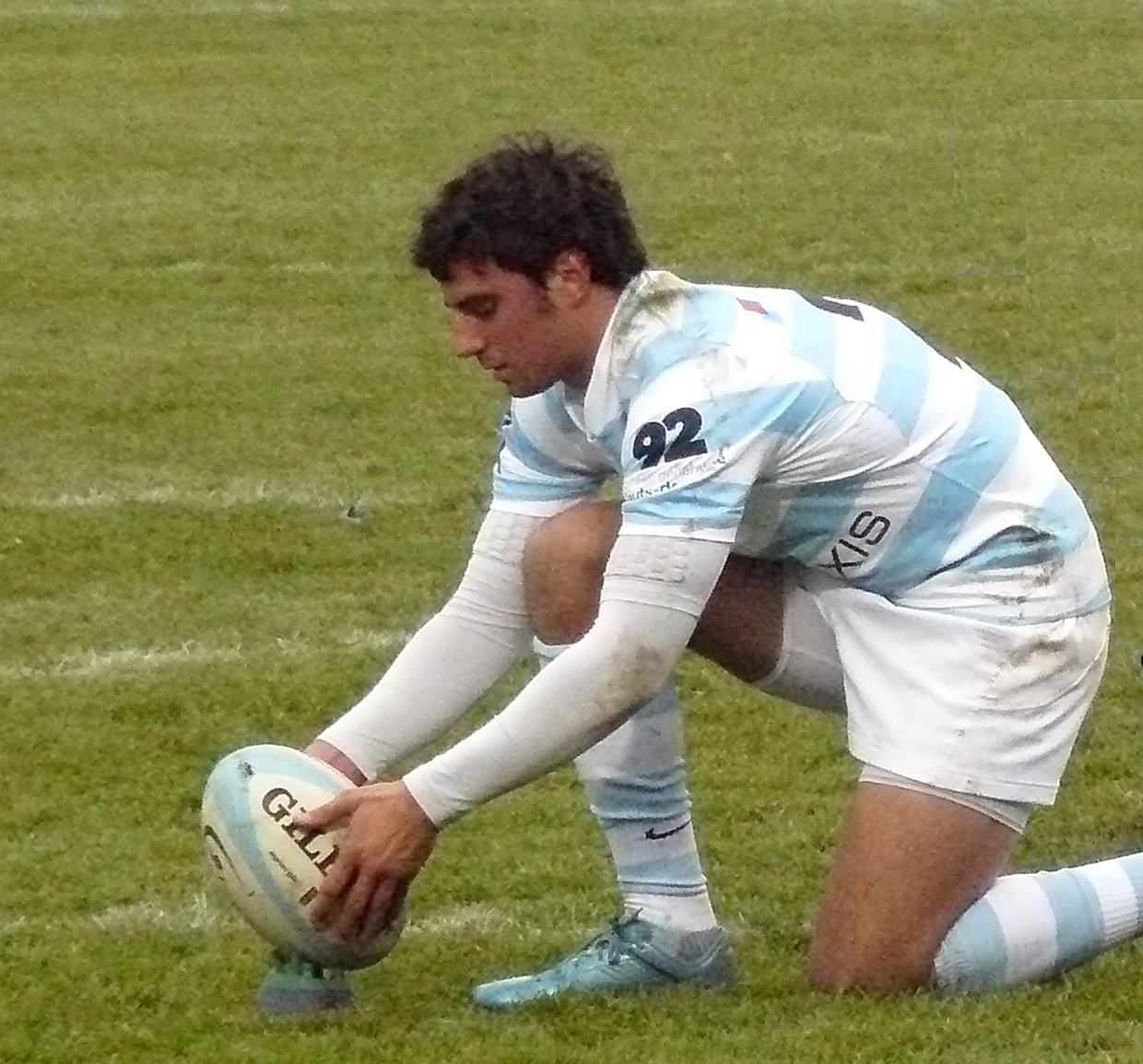
Jonathan Wisniewski (Racing Métro 92)

| Rang | Joueur               | Club                  | Points | Essais | Transf. | Pén. | Drops |
| ---- | -------------------- | --------------------- | ------ | ------ | ------- | ---- | ----- |
| 1    | Jonny Wilkinson      | RC Toulon             | 273    | 0      | 24      | 75   | 0     |
| 2    | Conrad Barnard       | SU Agen               | 267    | 0      | 15      | 75   | 4     |
| 3    | Romain Teulet        | Castres olympique     | 249    | 0      | 30      | 62   | 1     |
| 4    | Martín Bustos Moyano | Montpellier HR        | 213    | 3      | 27      | 48   | 0     |
| 5    | Julien Dupuy         | Stade français        | 206    | 2      | 23      | 50   | 0     |
| 6    | Benjamin Boyet       | Aviron bayonnais      | 202    | 2      | 12      | 55   | 1     |
| 7    | Lionel Beauxis       | Stade toulousain      | 191    | 0      | 19      | 43   | 8     |
| 8    | Luke McAlister       | Stade toulousain      | 191    | 3      | 22      | 44   | 0     |
| 9    | Brock James          | ASM Clermont Auvergne | 190    | 2      | 24      | 40   | 4     |
| 10   | Jonathan Wisniewski  | Racing Métro 92       | 174    | 1      | 20      | 42   | 1     |

### Meilleurs marqueurs
Mise à jour le 6 mai 2012

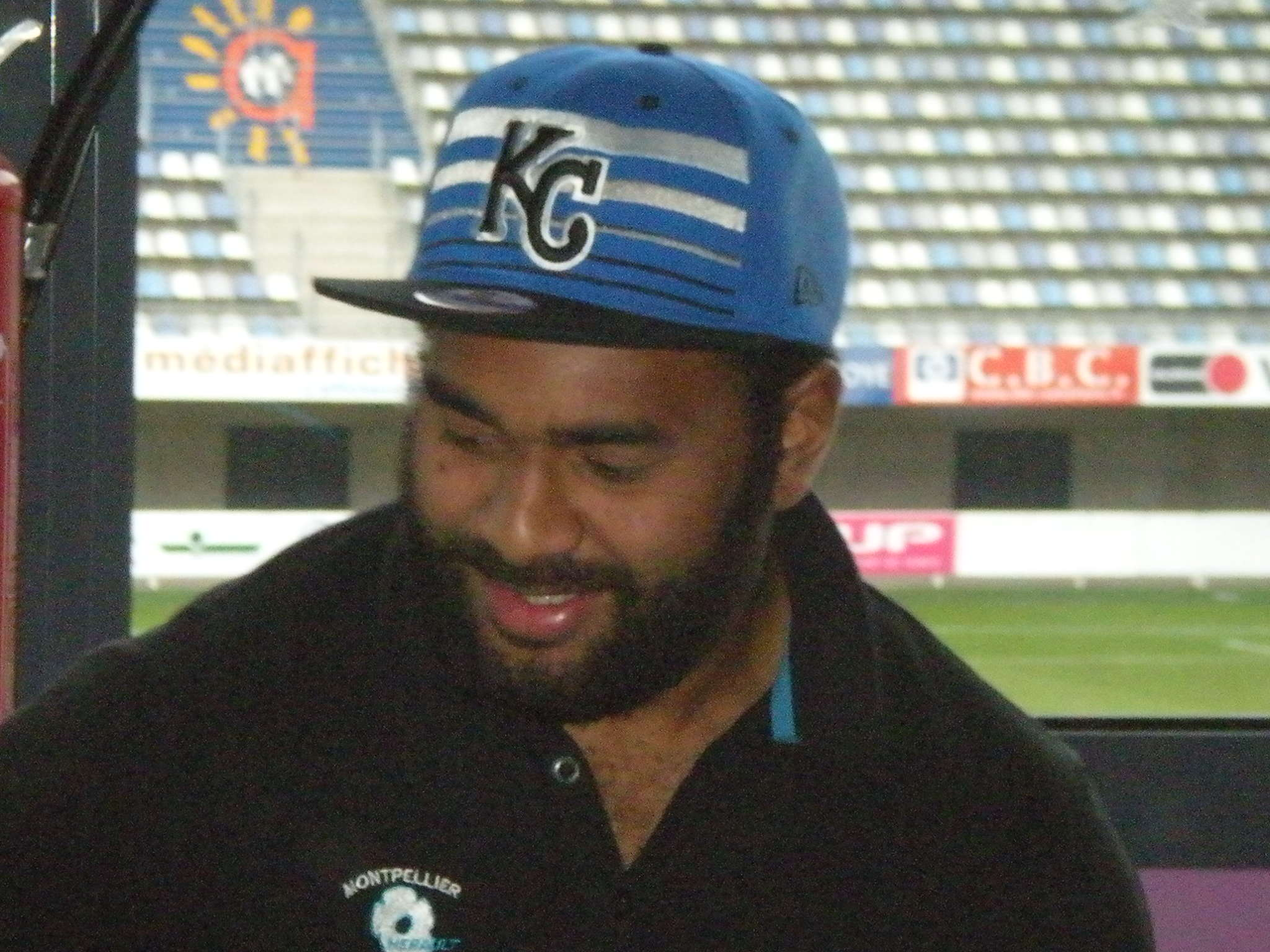
Timoci Nagusa (Montpellier HR)
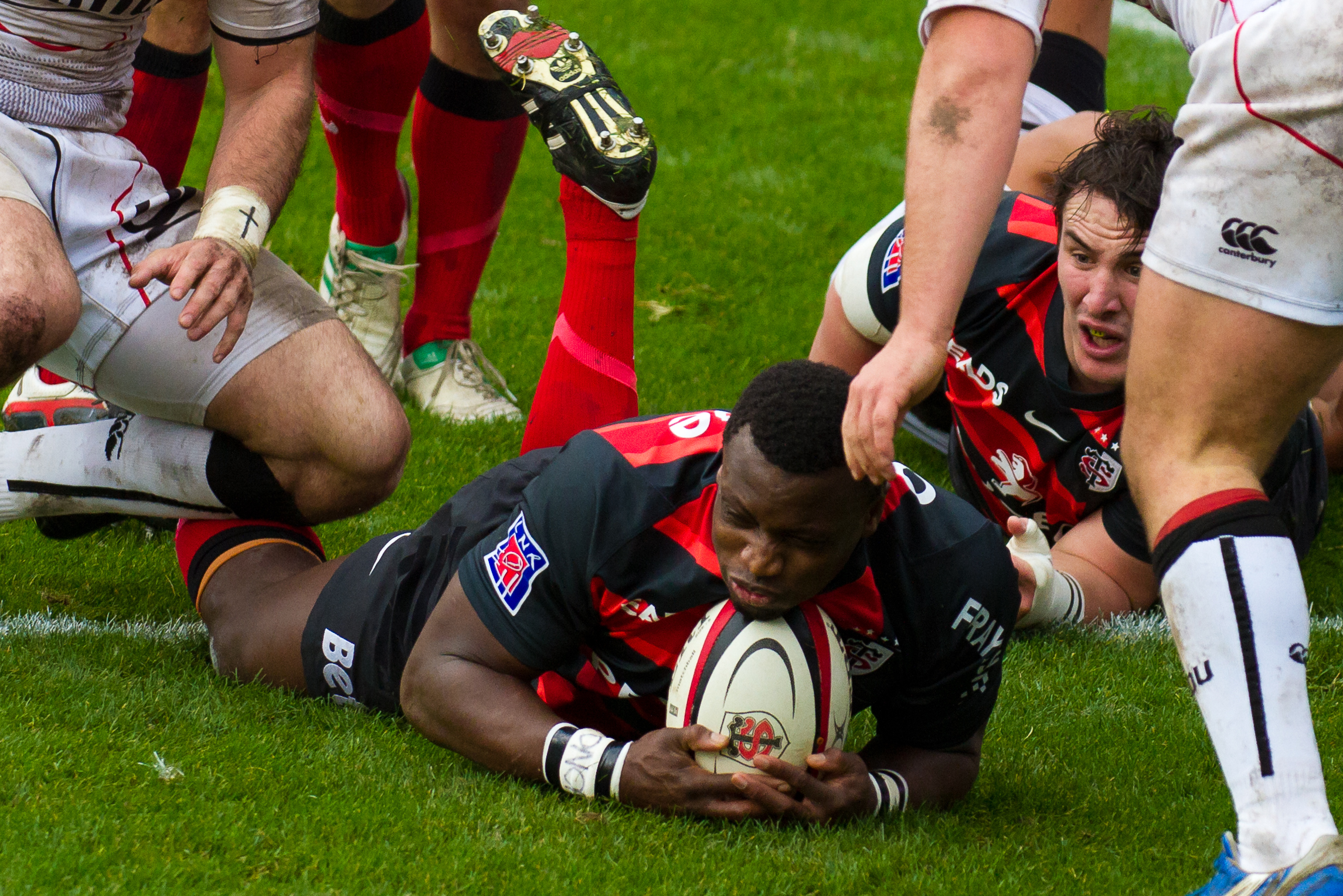
Yves Donguy (Stade toulousain)
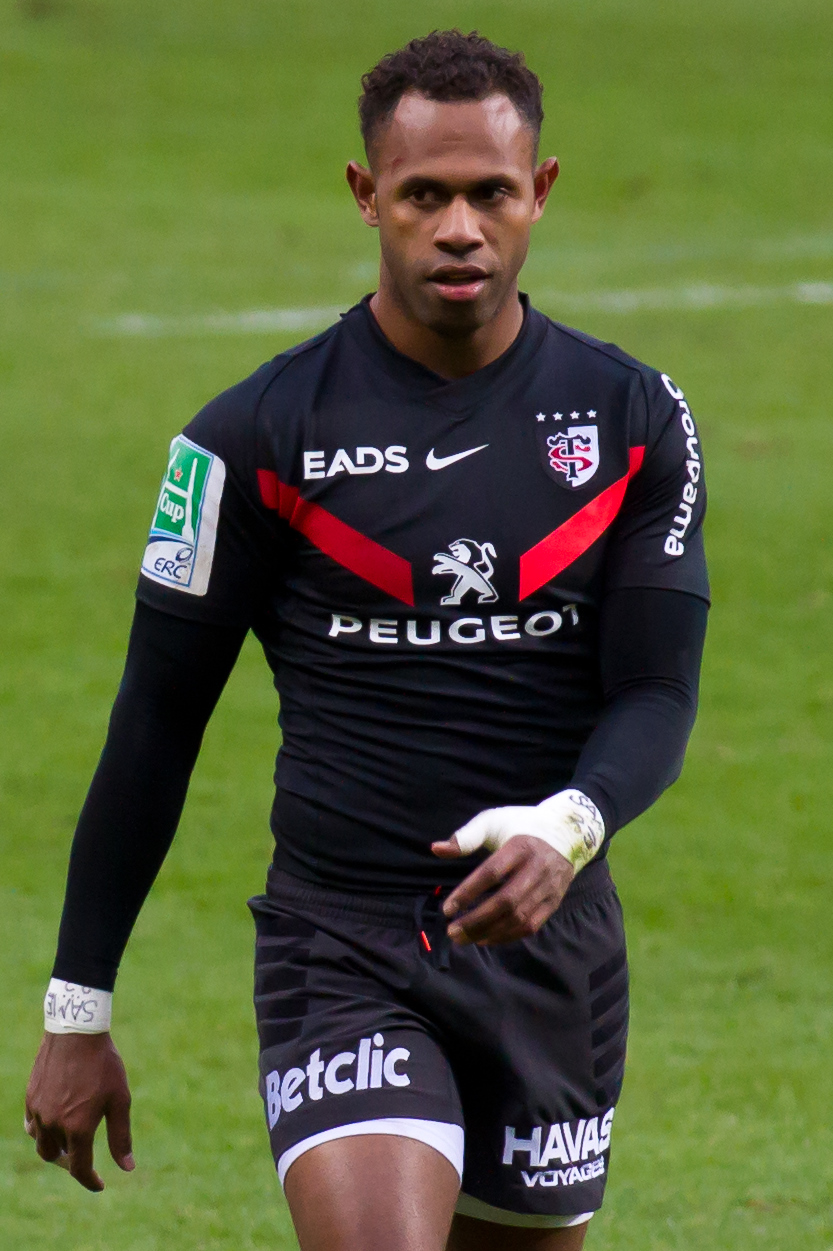
Timoci Matanavou (Stade toulousain)
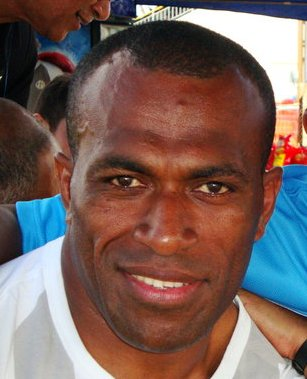
Sireli Bobo (Racing Métro 92)
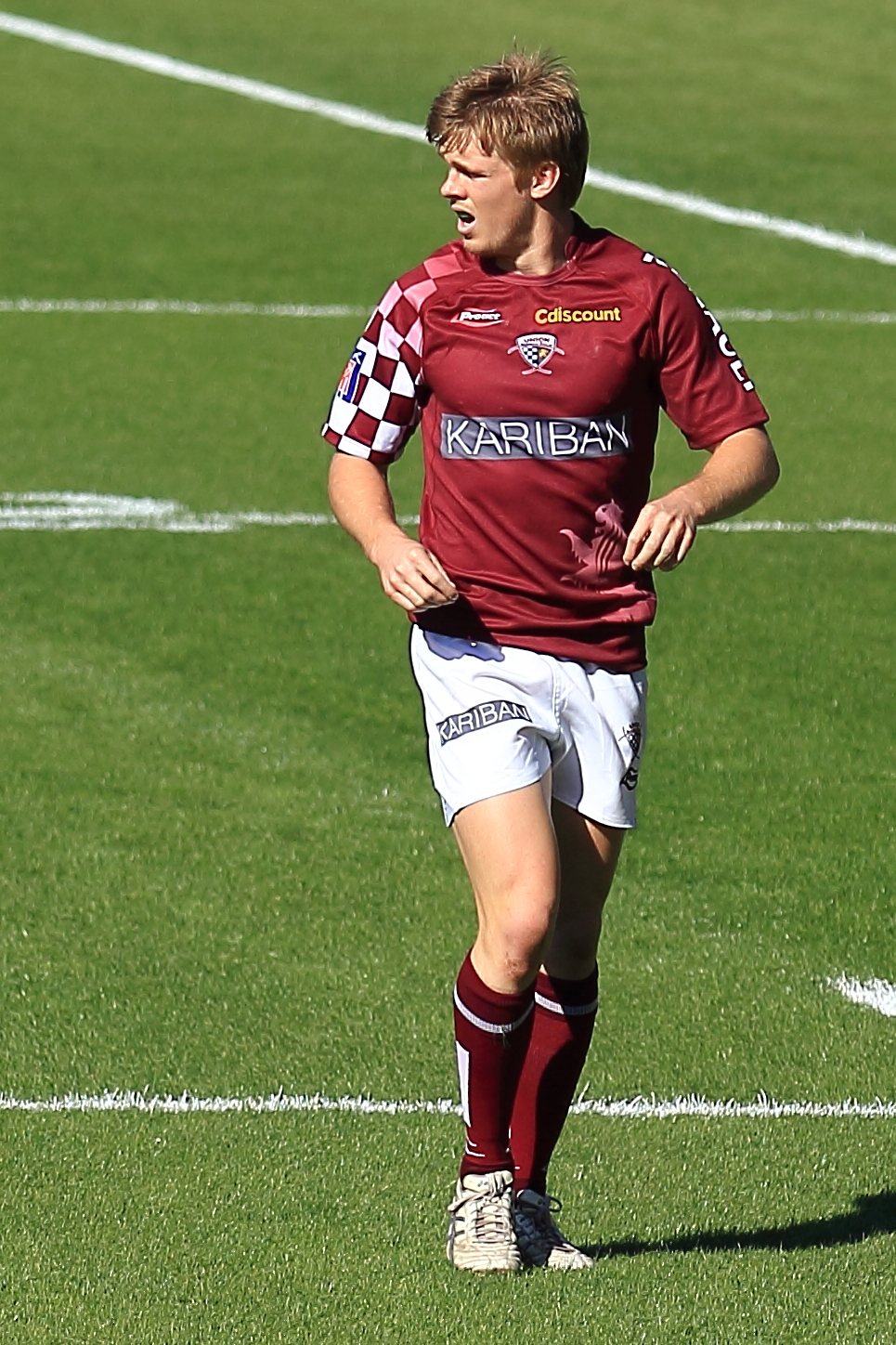
Blair Connor (Bordeaux Bègles)

| Rang | Joueur                | Club                  | Essais |
| ---- | --------------------- | --------------------- | ------ |
| 1    | Timoci Nagusa         | Montpellier HR        | 11     |
| 2    | Romain Martial        | Castres olympique     | 10     |
| -    | Yves Donguy           | Stade toulousain      | 10     |
| -    | Timoci Matanavou      | Stade toulousain      | 10     |
| 5    | Alex Tulou            | Montpellier HR        | 8      |
| 6    | Lucas Amorosino       | Montpellier HR        | 7      |
| -    | Sireli Bobo           | Racing Métro 92       | 7      |
| -    | Henry Chavancy        | Racing Métro 92       | 7      |
| -    | Blair Connor          | Union Bordeaux Bègles | 7      |
| 10   | Marc Andreu           | Castres olympique     | 6      |
| -    | Steffon Armitage      | RC Toulon             | 6      |
| -    | Jean-Marcellin Buttin | ASM Clermont Auvergne | 6      |
| -    | Damien Chouly         | USA Perpignan         | 6      |
| -    | Rudi Coetzee          | USA Perpignan         | 6      |

### Statistiques diverses

#### Équipes
- Plus grand nombre d'essais marqués par une équipe dans un match : 8 par l'ASM Clermont Auvergne le 12 mai 2012 face au CA Brive.
- Plus grand nombre d'essais dans un match : 10 entre l'ASM Clermont Auvergne et CA Brive le 12 mai 2012.
- Plus grand écart de points : 50 lors de la rencontre entre le Stade toulousain et l'Union Bordeaux Bègles (56-6), le 22 octobre 2011.
- Plus grand nombre de points dans une rencontre : 80 lors de la rencontre entre le Stade français et le SU Agen (53-27).
- Équipes invaincues à domicile : le Stade toulousain et ASM Clermont Auvergne.

#### Individuelles
- Premier essai de la saison : Francis Fainifo à la 2e minute de la première journée le 26 août 2011, pour le Stade français face à l'Union Bordeaux Bègles.
- Premier doublé : Henry Chavancy à la 33e puis 40e minute, pour le Racing Métro 92 face à l'USAP, le 3 septembre 2011.
- Premier triplé : Timoci Matanavu à la 61e, 66e et 75e minutes, pour le Stade toulousain face à Bordeaux Bègles le 22 octobre 2011.
- Essai le plus rapide d'une rencontre : Jocelino Suta à la 25e seconde pour le RC Toulon face au Stade français, le 25 septembre 2011.
- Plus grand nombre de points marqués dans un match : 30 par Lionel Beauxis (8 pénalités, 2 drops) pour le Stade toulousain face à l'Aviron bayonnais le 30 décembre 2011.
- Plus grand nombre de pénalités marquées dans un match : 8 par Lionel Beauxis pour le Stade toulousain face à l'Aviron bayonnais le 30 décembre 2011.
- Plus grand nombre de drops marqués dans un match : 3 par Lionel Beauxis pour le Stade toulousain face au Montpellier HR le 23 décembre 2011.
- Plus grand nombre de transformations marquées dans un match : 6 par Lionel Beauxis pour le Stade toulousain face à Bordeaux Bègles le 22 octobre 2011 et face au Lyon OU le 7 janvier 2012.